# Lucien Weitz
 (janvier 2017).
Si vous disposez d'ouvrages ou d'articles de référence ou si vous connaissez des sites web de qualité traitant du thème abordé ici, merci de compléter l'article en donnant les références utiles à sa vérifiabilité et en les liant à la section « Notes et références ».
Pour les articles homonymes, voir Weitz.
Lucien Weitz, né le 2 avril 1912 à Paris et mort le 15 juin 1972 dans cette même ville, est un militant et responsable socialiste français.

## Biographie
Entré très tôt dans la vie active, Lucien Weitz exerça de nombreux petits métiers. Il s'engagea dans l'activité militante en 1934, au retour de son service militaire, en adhérant aux jeunesses socialistes (JS). Proche de René Lefeuvre, il resta fidèle aux JS après la dissolution de la fédération de la Seine, en 1935, qui donne naissance aux jeunesses socialistes révolutionnaires menées par Fred Zeller.
Il devient alors secrétaire des JS de la Seine reconstituées. Il se rapproche aussi de Marceau Pivert et de son courant Gauche révolutionnaire, qu'il représente au sein des JS.
À partir de 1936, il s'engage dans le soutien aux républicains espagnols, participant avec Paul Schmierer à la création du Comité d'action socialiste pour l'Espagne.
Après la deuxième exclusion de la fédération de la Seine des JS, en mars 1937, il crée les jeunesses socialistes autonomes, qui deviennent, après la fondation du PSOP [Quoi ?]l'année suivante, les jeunesses socialistes ouvrières et paysannes.
En 1939, il constitue, avec Daniel Guérin et Jean Rous, une aile gauche au sein du PSOP qui s'oppose notamment aux options pacifistes de Pivert. En juillet 1939, il est condamné à deux ans de prison pour un article anti-militariste publié dans le journal La Jeune Garde. Incarcéré à Clairvaux, il profite de la débâcle de juin 1940 pour s'évader. Après avoir participé, avec Jean Rous, à la création de l'éphémère Mouvement national révolutionnaire, il passe toutes les années de guerre dans la clandestinité.
À la Libération, il adhère au parti socialiste SFIO et gagne l'Algérie où il est directeur du journal Alger-Soir. Celui-ci, de sensibilité socialiste, obtient d'abord des subventions qui lui permette de paraître, mais celle-ci sont supprimées en 1948 par le gouvernement Marcel-Edmond Naegelen compte tenu des relations entretenues par Weitz avec les milieux anti-colonialistes locaux.
Rentré en France, il poursuit ses activités dans la presse, d'abord au journal Mines, puis à la revue Industrie minérale.
Exclu de la SFIO en 1956 pour avoir publiquement critiqué l'intervention de Suez,, il participe au groupe Tribune Marxiste, puis adhère au Parti socialiste autonome qui constitue la base du Parti socialiste unifié dont Weitz devient le secrétaire fédéral pour la Seine-et-Oise.
En 1962, il est candidat PSU aux législatives, avec comme suppléant Olivier Todd.
S'étant rapproché de Jean Poperen, il quitte avec lui le PSU en 1967 pour créer l'Union des groupes et clubs socialistes. Anticipant le rapprochement de Poperen avec la SFIO, il rejoint la FGDS dès 1968, puis le nouveau Parti socialiste.
Il y milite au sein du courant poperéniste, et assume malgré des difficultés personnelles nombreuses (de santé et financière) la direction de la publication du courant, Synthèse-Flash, animée par une autre ancienne pivertiste, Colette Audry.